# パーシー・ワトソン
パーシー・ワトソン（Percy Watson、1981年8月19日 - ）は、アメリカ合衆国の元アメリカンフットボール選手であり、プロレスラー。オクラホマ州ロートン出身。本名はニコラス・クリストファー・"ニック"・マクニール（Nicholas Christopher "Nick" McNeil）。

## 来歴
プロレスラーになる以前はアメリカンフットボール選手として活躍。ウエスタンカロライナ大学ではラインバッカーとしてチームを牽引し、コンピューター技術の単位を満了して卒業。卒業後、NFLのチームであるピッツバーグ・スティーラーズに入団。しかし、レギュラーに定着することができず移籍を繰り返した。
2009年、WWEとディペロップメント契約。傘下団体のFCWにて9月にクリス・マクニール（Chris McNeil）のリングネームでデビュー。リングネーム変更を繰り返し、パーシー・ワトソン（Percy Watson）の名義で落ち着く。10月、ダレン・ヤングとタッグチーム、サウスビーチ・パーティー・ボーイズ（The South Beach Party Boys）を結成し、トップへと成長。
2010年、NXTのシーズン2にルーキーとして参加。MVPをプロに迎え、ショータイムというニックネームの通り、弾けたキャラクターと眼鏡にバンドをして戦うというユニークなスタイルで観客からの反応はよかったものの、第5位という結果に終わった。NXTシーズン2が終了してからはFCWに戻った。
10月からRAWとSmackDown!のダークマッチに出場する機会が多くなっているが、正式昇格には至らなかった。その後もダークマッチでの出番が多く、2011年9月8日にようやくスーパースターズでタイタス・オニールとのタッグで登場した。単なるジョバーではなく入場曲も設定されており健闘したものの結果は敗戦であった（またシーズン2時代のトレードマークであったバンド型の眼鏡は外している）。
後にNXTシーズン5に参戦し、オニールの指導を放棄したホーンスワグルの穴を埋める形でオニールとタッグを結成。しばらくはコンビとして活躍したが、オニールがヒールターンし、抗争に移り主にアレックス・ライリーやデリック・ベイトマンと組んで戦った。シーズン5の終盤では、謎の強襲者と疑われたものの、ストーリーの打ち切りにより何事もなかったかのように試合に出場。
NXTシーズン5終了後、NXTとFCWが合併した傘下団体、新生NXTを中心に活動。ヨシ・タツとタッグを組んで初代NXTタッグ王座争奪トーナメントに出場したが、出場機会は減少し、2013年5月にWWEから解雇となった。

## 得意技
- パーシー・キューション

ファイヤーマンズキャリー・フラップジャック
- ショータイム・スプラッシュ

180°スプラッシュ
- フロート・オーバー・DDT
- ドロップキック

ハードコア・ホーリーを彷彿とさせるような高い打点と綺麗なフォームが特徴。
- 延髄斬り

## 入場曲
- Party On
- Generator B
- Headin' Right Back -タイタス・オニールとタッグを組む際に使用しており、のちに自身の入場曲として定着した。